# Jingzhuang
Jingzhuang (kinesiska: 井庄, 井庄镇) är en köping i Kina. Den ligger i stadsdistriket Yanqing i Pekings storstadsområde, i den norra delen av landet, omkring 66 kilometer nordväst om stadskärnan. Antalet invånare är 10 646. Befolkningen består av 5 079 kvinnor och 5 567 män. Barn under 15 år utgör 10,0 %, vuxna 15-64 år 75 %, och äldre över 65 år 14,0 %.